# Oreaeschna dictatrix
Oreaeschna dictatrix – gatunek ważki z rodziny żagnicowatych (Aeshnidae). Występuje w górach Nowej Gwinei.